# Szilágykövesd
Szilágykövesd (románul: Chieșd) falu Romániában, Szilágy megyében.

## Fekvése
Szilágy megyében, Szilágycsehtől nyugatra, Szilágykorond és Hadadnádasd között fekvő település.

## Története
Szilágykövesd neve az oklevelekben 1461-től fordul elő. Ekkor Kewesd néven írták nevét, majd 1475-ben Kebesd, 1549-ben Kewesd-nek írták.
A két részből álló település Magyar- és Oláh-Kövesd-re oszlott. Első ismert birtokosa az 1400-as évek közepe táján élt Sarmasági család volt.
A Sarmasági család tagjai közül 1475-ben Sarmansági Elek, 1547-ben Sarmansági László és András nevét említik az oklevelek.
1547-ben a kiskorú Sarmansági László gyámja somlyói Báthory István vajda özvegye Thelegdy Katalin és fiai András, Kristóf és István voltak, kiket Sarmansági András intett számadásra.
A 17. században Lónyay Anna fejedelemasszony leltára szerint Kövesden ekkor 22 jobbágycsalád és 10 puszta volt.
1715-ben Szilágykövesd fegyverforgató lakosságát Rákóczi lengyelországi hadjáratakor Kemény János személyesen vezette, mint saját jobbágyait, e jobbágyok valamennyien elestek, s maga Kemény János is csak később szabadulhatott ki fogságából.
Kiszabadulása után a Maros és Meszes vidékéről telepített ide új lakosokat, melyekből később a Marosánok, Meszesánok lettek.
1720-ban végzett összeíráskor 3 kövesdi telek már 40 éve pusztaként feküdt.
1797-es összeíráskor birtokosok voltak itt gróf Kemény Farkas, báró Kemény Simon, báró Kemény Miklósné és báró Kemény Farkas.
1847-es összeíráskor 398 lakosa volt a településnek, melyből 3 római katolikus, 395 görögkatolikus volt.
1890-ben pedig az összeíráskor 1140 főt számoltak össze, melyből 202 magyar, 2 német, 935 oláh, 1 egyéb nyelvű volt, ebből római katolikus 7, görögkatolikus 937, evangélikus 8, református 158, izraelita  29, unitáriánus 1 fő, a település házainak száma ekkor 224 volt.

## Kövesd vára
Szilágykövesden állt egykor Kövesd vára is. Azonban ennek mára már nem sok nyoma maradt.
A vár nyomai egy földrengés nyomán az 1800-as évek vége táján felszínre kerültek. Ekkor 3 méter széles alapfalak bukkantak felszínre. A falmaradványok 1910 körül még látszottak.

## Kövesdi uradalom
Szilágykövesd volt egykor a Kövesdi uradalom központja is.  A településen állt az uradalom két udvarháza, mely egyben az uradalmi központ volt.
1648 előtt a következő települések tartoztak a Kövesdi uradalomhoz:
Sarmaság, Szigeth, Kisderzsida, Nagyderzsida, Girókuta (Gyerőkuta) nevű falvak valamint 
Kis-Korond, Remete és Mojád nevű prediumok.

## Nevezetességek
- Görögkatolikus kőtemploma - 1796-ban épült. Anyakönyvet 1824-től vezetnek.
- Szent Mihály és Gábriel arkangyalok-fatemplom[1]

## Galéria

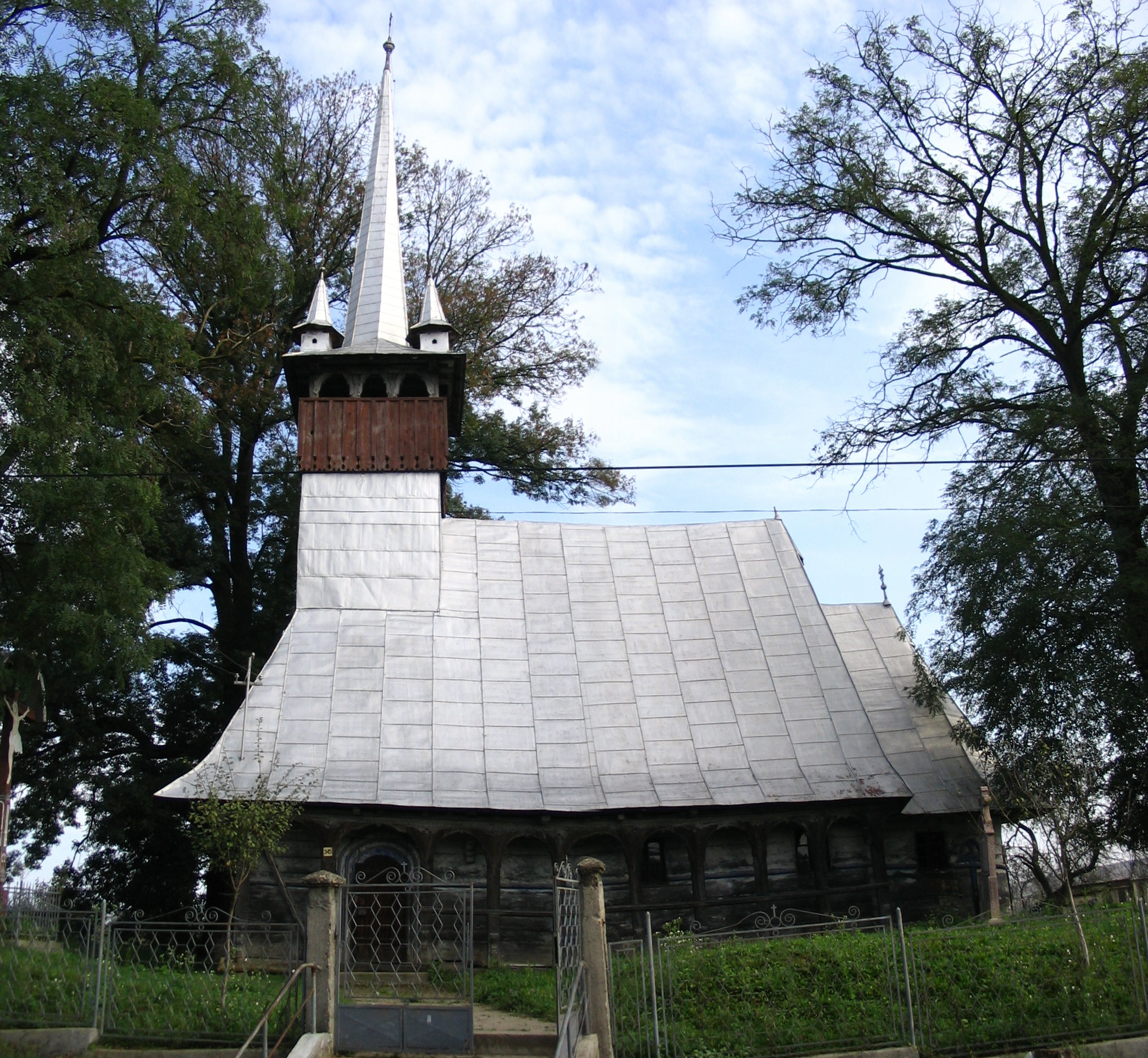
Szilágykövesd fatemploma
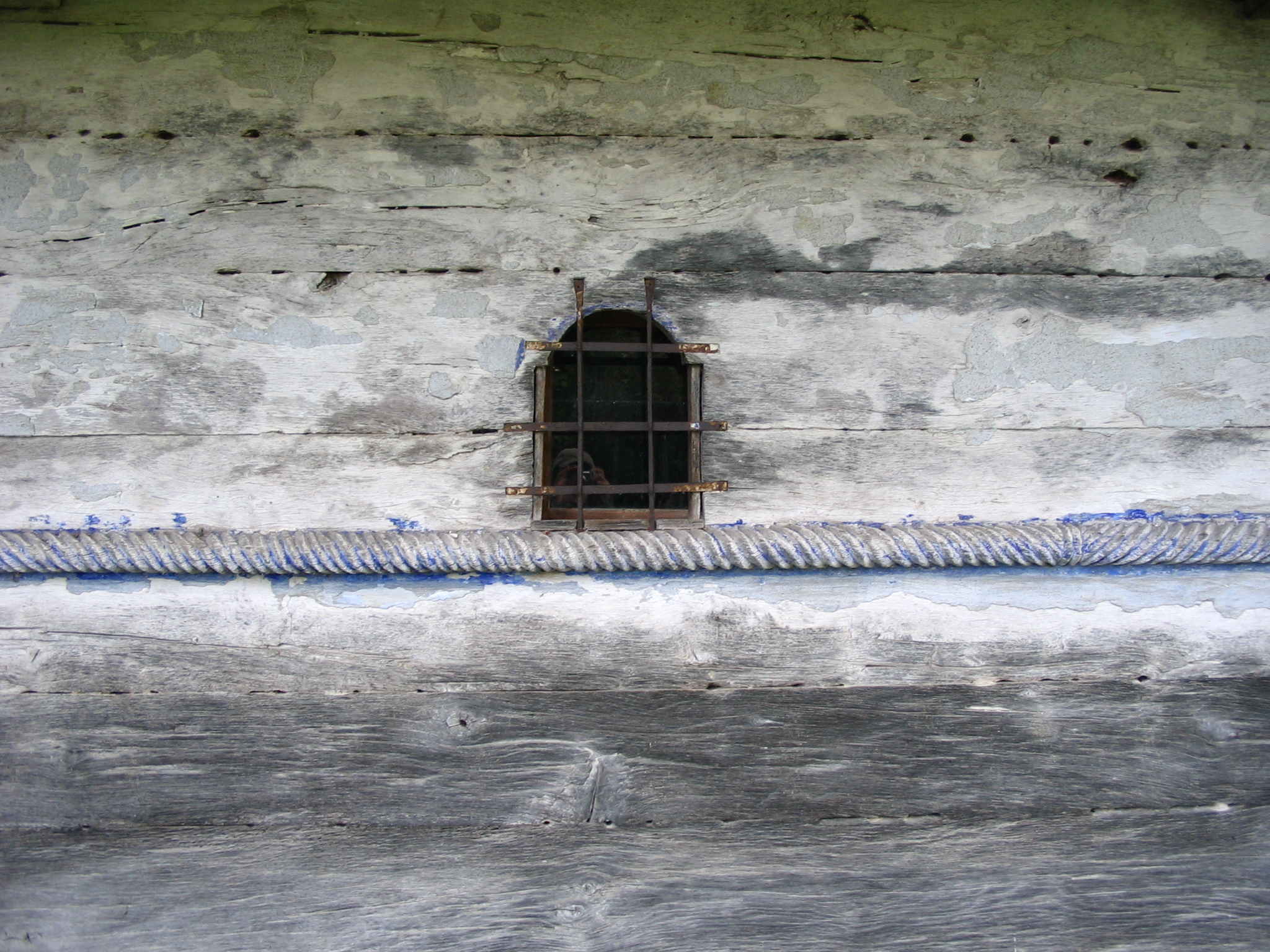
templomrészlet
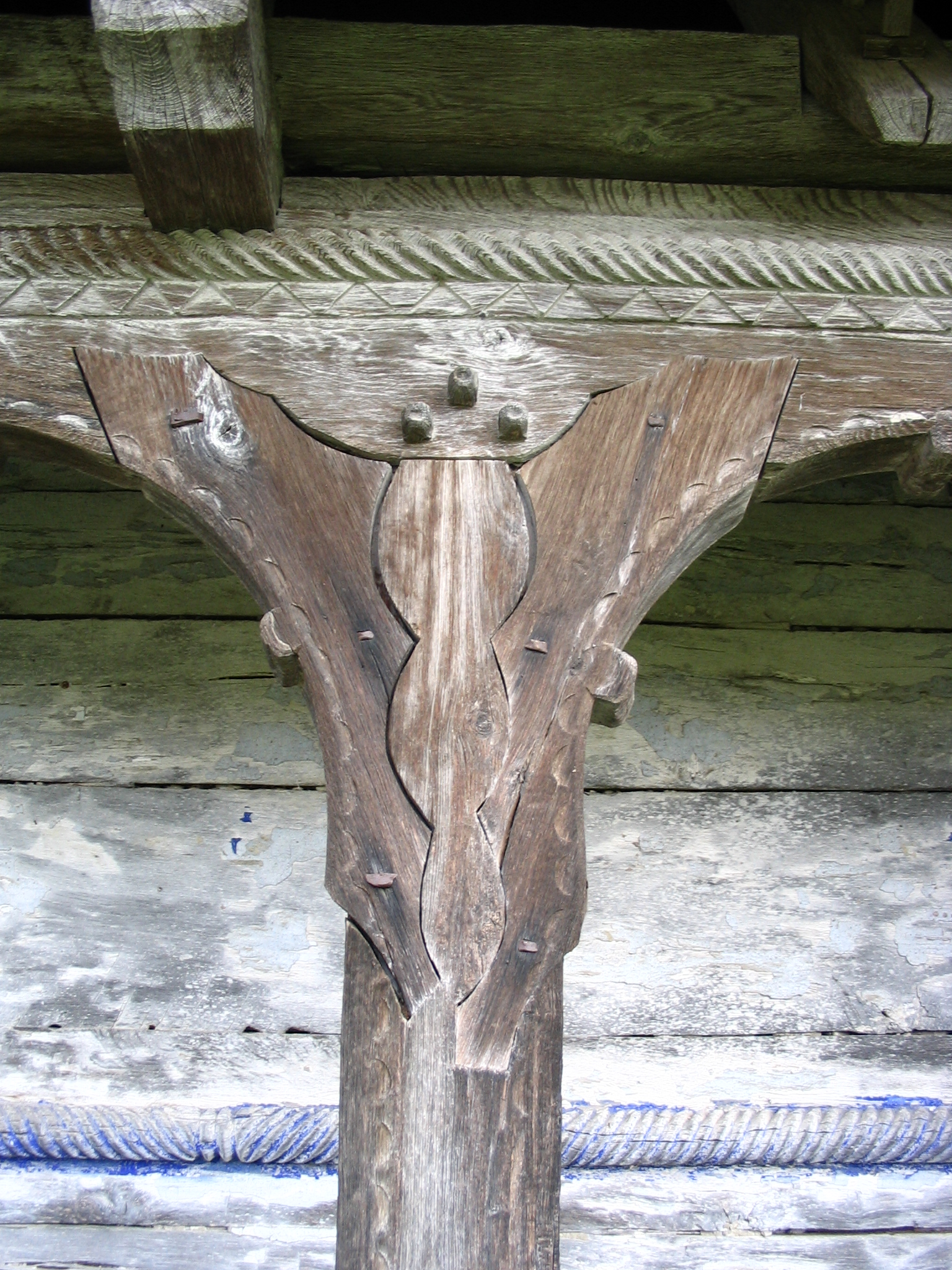
templomrészlet
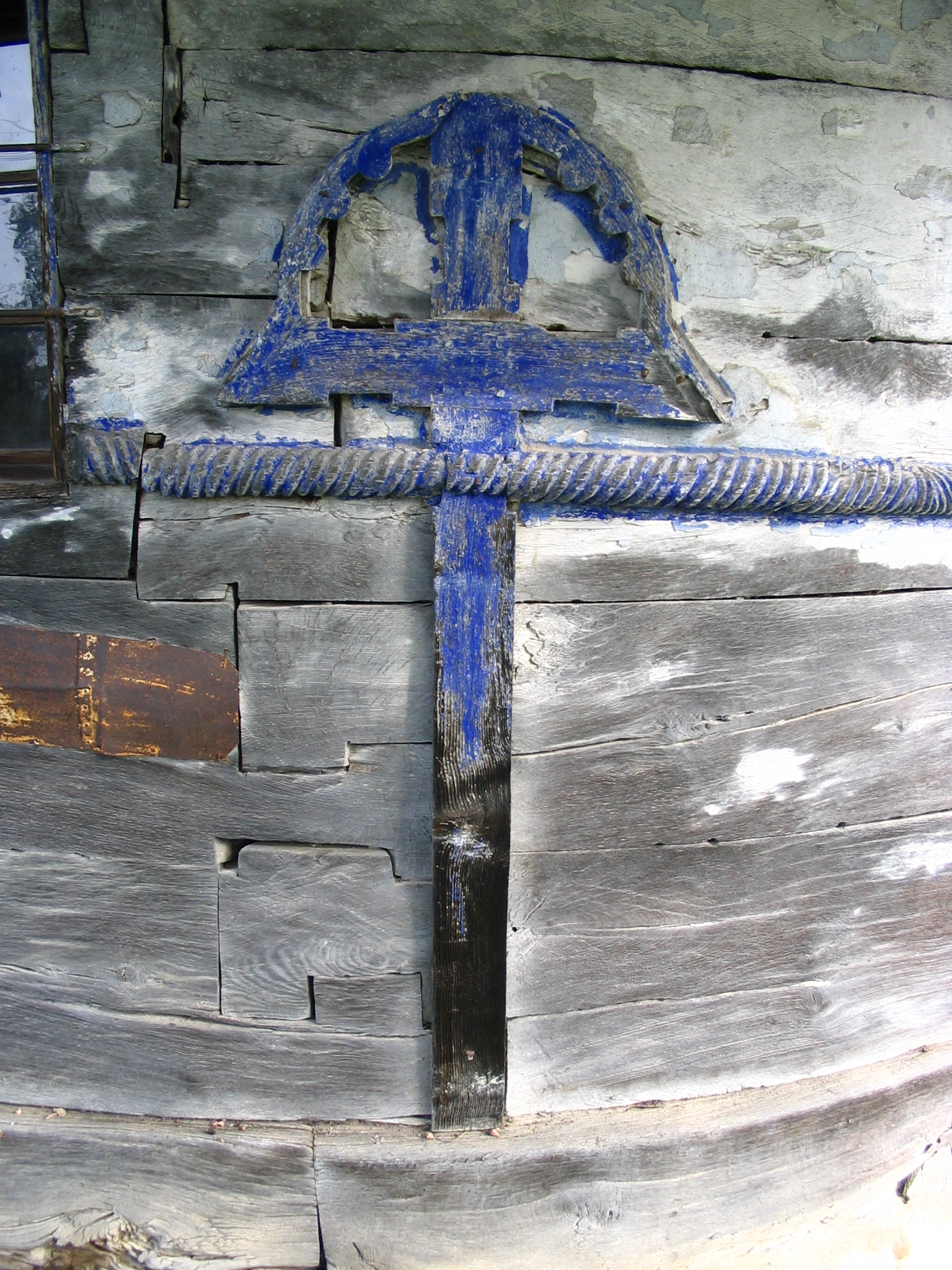
templomrészlet